# Da-Wen Sun
Sun Ta-wen (čínsky pchin-jinem Sūn Dàwén, znaky zjednodušené 孙大文, tradiční 孫大文), známý jako Da-Wen Sun, je profesorem (Professor of Food and Biosystems Engineering) na University College Dublin, National University of Ireland.

## Životopis
Profesor Da-Wen Sun, narozený v jižní Číně, je světově uznávanou autoritou v oblasti výzkumu a výuky potravinářského inženýrství. Jeho hlavní výzkumné aktivity zahrnují procesy chlazení a sušení, systémy kvality a bezpečnosti potravin, simulaci a optimalizaci bioprocesů, počítačové obrazové analýzy a technologie. Jeho inovační studie, zejména vakuové chlazení vařeného masa, kontrola kvality pizzy počítačovou obrazovou analýzou a použití jedlých filmů k prodloužení trvanlivosti ovoce a zeleniny měly značný ohlas v národních i mezinárodních mediích. Výsledky jeho výzkumných prací byly publikovány ve více než 180 recenzovaných časopiseckých článcích a prezentováno bylo přes 200 přednášek a příspěvků na konferencích.
Před svou zahraniční praxí a pobyty na západoevropských univerzitách získal v Číně tituly BSc a MSc ve strojním inženýrství a PhD v chemickém inženýrství. Stal se prvním Číňanem trvale zaměstnaným na irské universitě, když byl v roce 1995 jmenován asistentem (College Lecturer) na National University of Ireland, Dublin (University College Dublin) a pak postupně v krátké době odborným asistentem (Senior Lecturer), docentem (Associate Professor) a řádným profesorem (Professor). Dr Sun je nyní profesor potravinářského inženýrství a bioinženýrství (Food and Biosystems Engineering) a ředitel výzkumné skupiny chlazení potravin a počítačové technologie potravin (Food Refrigeration and Computerised Food Technology Research Group) na University College Dublin.
Profesor Sun, jako vůdčí osobnost ve výuce potravinářského inženýrství, přispěl významným způsobem k rozvoji potravinářského inženýrství. Vychoval mnoho doktorandů (PhD studentů), kteří se s úspěchem uplatnili v průmyslu i ve výzkumu. Pravidelně přenáší potravinářské inženýrství v základních kurzech na univerzitách a je zván jako přednášející klíčových přednášek na mezinárodních konferencích. Jako uznávaná autorita v potravinářském inženýrství působil a působí jako hostující profesor na 10 předních univerzitách v Číně, zejména na Zhejiang University, Shanghai Jiaotong University, Harbin Institute of Technology, China Agricultural University, South China University of Technology, Jiangnan University a jiných. V uznání jeho zásluh v oblasti potravinářského inženýrství a za jeho vynikající vedení příslušné sekce v Mezinárodní komisi pro zemědělské inženýrství (International Commission of Agricultural Engineering, CIGR) byl vyznamenán v roce 2000 a znovu v roce 2006 cenou (CIGR Merit), Institut strojních inženýrů (Institution of Mechanical Engineers, IMechE) působící ve Velké Británii jej ocenil titulem “Food Engineer of the Year 2004”, v roce 2008 byl vyznamenán cenou CIGR (Recognition Award), která jej zařazuje mezi špičkové vědce světa v oblasti zemědělského inžernýrství.
Je členem Institutu zemědělských inženýrů (Institution of Agricultural Engineers). Získal také četná ocenění za vynikající výsledky výzkumu a ve výuce, včetně stipendií (President’s Research Fellowship), dvakrát získal ocenění University College Dublin (President’s Research Award of University College Dublin). Je členem výkonné rady CIGR (Executive Board) a čestný vice-president CIGR, hlavní redaktor mezinárodního časopisu Food and Bioprocess Technology – an International Journal (Springer), editor serie knih “Contemporary Food Engineering” (CRC Press / Taylor & Francis), dříve byl též editorem časopisu Journal of Food Engineering (Elsevier) a členem redakční rady časopisů Journal of Food Engineering (Elsevier), Journal of Food Process Engineering (Blackwell), Sensing and Instrumentation for Food Quality and Safety (Springer) and Czech Journal of Food Sciences. Dále je autorizovaným znalcem (Chartered Engineer) registrovaným při Engineering Council ve Velké Británii.

## Ocenění a vyznamenání
- CIGR Recognition Award, 2008, by CIGR (International Commission of Agricultural Engineering)
- AFST(I) Fellow Award, 2007, by Association of Food Scientists and Technologists (India)
- CIGR Merit Award, 2006, by CIGR (International Commission of Agricultural Engineering)
- President’s Research Fellowship, 2004/2005, by University College Dublin
- Food Engineer of the Year Award, 2004, by The Institution of Mechanical Engineers, UK
- Who’s Who in Engineering and Science, 2000 -
- CIGR Merit Award, 2000, by CIGR (International Commission of Agricultural Engineering)
- President’s Research Award, 2000/2001, by University College Dublin
- Who’s Who in the World, 1999 -